# 白链蛇
白链蛇（学名：Lycodon septentrionalis）又名北链蛇，为游蛇科白環蛇屬的爬行动物。分布于印度、缅甸、泰国、老挝、越南以及中国大陆的云南等地，一般生活于热带或亚热带山区以及栖于阔叶林边缘的草丛或水域附近。其生存的海拔范围为1500至2100米。该物种的模式产地在印度北部。

## 保护
本种于2023年被收录入《有重要生态、科学、社会价值的陆生野生动物名录》。